# Lagrezia perrieri
Lagrezia perrieri är en amarantväxtart som beskrevs av Alberto Judice Leote Cavaco. Lagrezia perrieri ingår i släktet Lagrezia och familjen amarantväxter. Inga underarter finns listade i Catalogue of Life.